# 속암국민학교 낙정분교
속암국민학교 낙정분교는 경상북도 의성군 단밀면에 있었던 국민학교 분교이다.

## 연혁
- 1944년 3월 23일 낙정공립국민학교 설립 인가
- 1944년 4월 1일 낙정공립국민학교 개교
- 일자미상 낙정국민학교 개편
- 1991년 3월 1일 단밀국민학교 분교장 격하 편입
- 1992년 3월 1일 속암국민학교 낙정분교 개편
- 1995년 3월 1일 폐교 및 속암국민학교 통폐합